# Mark Buntzman
Mark Buntzman (31 luglio 1949 – 8 giugno 2018) è stato un regista, sceneggiatore, attore e produttore cinematografico statunitense.
Recitò nel film Exterminator e fu anche il produttore del suo predecessore Dominator. Oltre a questi due film, non ha prodotto, diretto o scritto altri film importanti. Tuttavia, ebbe un cameo nel film del 1993 Posse - La leggenda di Jessie Lee nei panni del vice Buntzman, oltre a interpretare un reporter nel film del 1995 Panther. Entrambi i film contemplarono nel cast Mario Van Peebles, che ebbe anche un ruolo importante in Exterminator 2 .

## Filmografia

### Regista
- Dominator (1984)

### Attore
- The Astrologer (1975)
- Exterminator (The Exterminator, 1980)
- Dominator (Exterminator 2, 1984)
- Posse - La leggenda di Jessie Lee (Posse, 1993)
- Panther (1995)
- Love Kills - Amore e pallottole (Love Kills, 1998)
- Bring Your 'A' Game (2009)

### Produttore
- The Astrologer (1975)
- Exterminator (The Exterminator, 1980)
- Dominator (Exterminator 2) (1984)
- Love Kills - Amore e pallottole (Love Kills, 1998)
- Standing Knockdown (1999)

### Sceneggiatore
- Dominator (Exterminator 2, 1984)